# Shin’ya Nishikawa
Shin’ya Nishikawa (jap. 西川 慎也, Nishikawa Shin’ya; * 12. Juni 1974 in der Präfektur Fukuoka) ist ein ehemaliger japanischer Fußballspieler.

## Karriere
Nishikawa erlernte das Fußballspielen in der Schulmannschaft der Tokai University Daigo High School. Seinen ersten Vertrag unterschrieb er 1993 bei den Yokohama Marinos. Der Verein spielte in der höchsten Liga des Landes, der J1 League. Mit dem Verein wurde er 1995 japanischer Meister. Ende 1995 beendete er seine Karriere als Fußballspieler.

## Erfolge
Yokohama Marinos
- J1 League

Meister: 1995